# Calmar (Iowa)
Pour les articles homonymes, voir Calmar (homonymie).
Calmar est une ville, du comté de Winneshiek en Iowa, aux États-Unis. Elle est incorporée le 14 juillet 1869.

## Source de la traduction
- (en) Cet article est partiellement ou en totalité issu de l’article de Wikipédia en anglais intitulé « Calmar, Iowa » (voir la liste des auteurs).